# Coryphellina arveloi
Coryphellina arveloi is een slakkensoort uit de familie van de Flabellinidae. De wetenschappelijke naam van de soort werd voor het eerst geldig gepubliceerd in 1998 door Ortea en Espinosa als Flabellina arveloi.